# Буддийский катехизис
«Буддийский катехизис по канону Южного вероисповедания» (англ. A Buddhist Catechism, according to the canon of the Southern Church) — книга президента-основателя Теософского Общества Генри Олкотта. Написана в 1881 году; 24 июля 1881 года одновременно были опубликованы сингальская и английская версии книги. Ещё при жизни автора была переведена на другие языки и опубликована в Индии, Бирме, Японии, Германии, Швеции, Франции, Италии, Австралии, Америке, России и других странах.

## История написания
Л. А. Тихомиров писал, что «политика» Теософского общества по отношению к буддизму состояла в том, чтобы «оживить его, сблизить с европейскими точками зрения», несколько видоизменив его для «лучшей приемлемости» европейцами. Это была та задача, с которой Олкотт, по мнению Тихомирова, успешно справился.
По мнению Олкотта, буддисты-миряне Шри-Ланки были «абсолютно неосведомлены о величии» их собственной религии. Он также увидел, что они увлечены массой «небуддийских ритуалов», и что на острове «процветают антибуддийские институты», например, касты. Чтобы написать «Катехизис», Олкотт прочитал около десяти тысяч страниц книг о буддизме, в основном, английских и французских, и 5 мая 1881 года закончил первый вариант своего проекта, который он передал учёным монахам: преподобным Хиккадувэ Сумангале и Мигеттуваттэ Гунананде — поскольку Олкотт использовал французские и английские переводы буддийских текстов, могло показаться, что книга была ориентирована на западное представление о буддизме.
А. Н. Сенкевич заметил, что на Цейлоне Олкотт «развернул борьбу» за спасение национальной буддийской культуры от её христианизации с помощью местных отделений Теософского Общества. Как адвокат он оказывал содействие буддистам в отстаивании политическими средствами их прав и интересов. И самый большой авторитет среди буддистов Олкотт завоевал изданием в июле 1881 года «Буддийского катехизиса».

## Одобрение и поддержка
Преподобный Хиккадувэ Сумангала, высший священнослужитель Шрипады и западных провинций Цейлона и директор-основатель Видьодайя паривены, оказывал Олкотту поддержку в его деятельности, направленной на возрождение буддизма на острове; он же одобрил (7 июля 1881 года) написанный Олкоттом «Буддийский катехизис».
Доктор философских наук М. С. Уланов писал, что с 1880 года теософы использовали буддийскую секцию Теософского Общества как инструмент для устранения различий в направлениях ланкийского буддизма. С целью объединения буддистов Олкотт написал свой «знаменитый "Буддийский катехизис", который к 1938 году выдержал 44 издания и был переведён на несколько десятков языков». В результате книга Олкотта стала «всемирно используемым учебным пособием по основам буддизма».
Теософы приложили немало усилий для объединения последователей махаяны и тхеравады, в результате чего в 1891 году произошло подписание представителями Северных и Южных буддистов разработанных Олкоттом "Четырнадцати Положений Буддизма".

## Критика
Стефан Протеро, анализируя книгу Олкотта, писал:

В то время как сам Олкотт рассматривал свой «Буддийский катехизис» как "противоядие от христианства", в него вошли явно христианские вопросы.

«9. В. Был ли Будда Богом?

О. Нет.  Буддийская дхарма учит, что нет "божественных" воплощений. 

327. В. Принимают ли буддисты теорию, что всё сотворено из ничего Творцом?
 
О.  Мы не верим в чудеса и, следовательно, отрицаем творение и не можем представить себе создание чего-то из ничего». 

Таким образом, якобы "нехристианский буддизм" Олкотта очень сильно напоминает либеральный протестантизм.
Л. А. Тихомиров отметил, что книга Олкотта является «далеко не правоверным» изложением буддийского учения, и была издана «после долгих прений с цейлонскими начётчиками».
В. Лесевич писал, что «нью-йоркское теософическое общество» считает себя обладающим какими-то «таинственными познаниями», будто бы сохранившимися с древнейших времён у некоторых «буддийских духовных лиц». Крайне любопытным документом, как он выразился, «этого таинственного буддизма» является составленный Олкоттом «катехизис», в котором тот изложил основы «теософобуддийского учения». Лесевич ставит точки над "и" в данном вопросе, сделав следующее замечание: «Какого рода публику могут они [теософы] уловлять, здесь можно видеть из остроумного разоблачения шарлатанских приёмов г-жи Блавацкой, взявшейся толковать о философии Платона и наболтавшей целую уйму всевозможной галиматьи».
Удитха Девапрайя (Uditha Devapriya) считает, что Олкотт написал «Буддийский катехизис» по образу и подобию католического катехизиса, после чего учредил буддийские школы, учебные программы которых копировали по форме программы христианских миссионеров. В результате всё вернулось к тем порядкам, с которыми он боролся, таким образом, буддизм, "основанный" Олкоттом, не был истинным буддизмом.

## Русский перевод
В 1887 году журнал «Русская мысль» опубликовал книгу Олкотта в переводе А. С. Петрункевич. В 1888 году в Харькове вышел перевод Буткевича. В 2013 году журнал «Вестник теософии» опубликовал книгу в переводе М. Р. В конце 2014 года портал «Адамант» опубликовал перевод А. Куражова.

## Комментарии
1. ↑  Позднее (с 1897 г.) почти все переиздания стали выходить под заглавием «The Buddhist Catechism». // WorldCat
2. ↑  «His Buddhist Catechism (1881) was translated into many languages».[2]
3. ↑  «Книга Олкотта выдержала более сорока изданий и была переведена на более чем двадцать языков».[1]
4. ↑  «Хиккадувэ Сумангала был самым преданным сингальским союзником Олкотта».[1]
5. ↑  7 апреля 1897 года Сумангала просмотрел тридцать третье (английское) издание «Буддийского катехизиса» и подтвердил свою рекомендацию по использованию книги в буддийских школах. Поправка была добавлена к его предисловию, написанному для первого издания.
6. ↑  См. Приложение к «Катехизису»